# Mark Huizinga
Mark Huizinga, född den 10 september 1973 i Vlaardingen, Nederländerna, är en nederländsk judoutövare.
Han tog OS-brons i herrarnas mellanvikt i samband med de olympiska judotävlingarna 1996 i Atlanta.
Han tog därefter OS-guld i herrarnas mellanvikt i samband med de olympiska judotävlingarna 2000 i Sydney.
Han tog OS-brons igen i samma viktklass i samband med de olympiska judotävlingarna 2004 i Aten.